# Trilby (hoed)

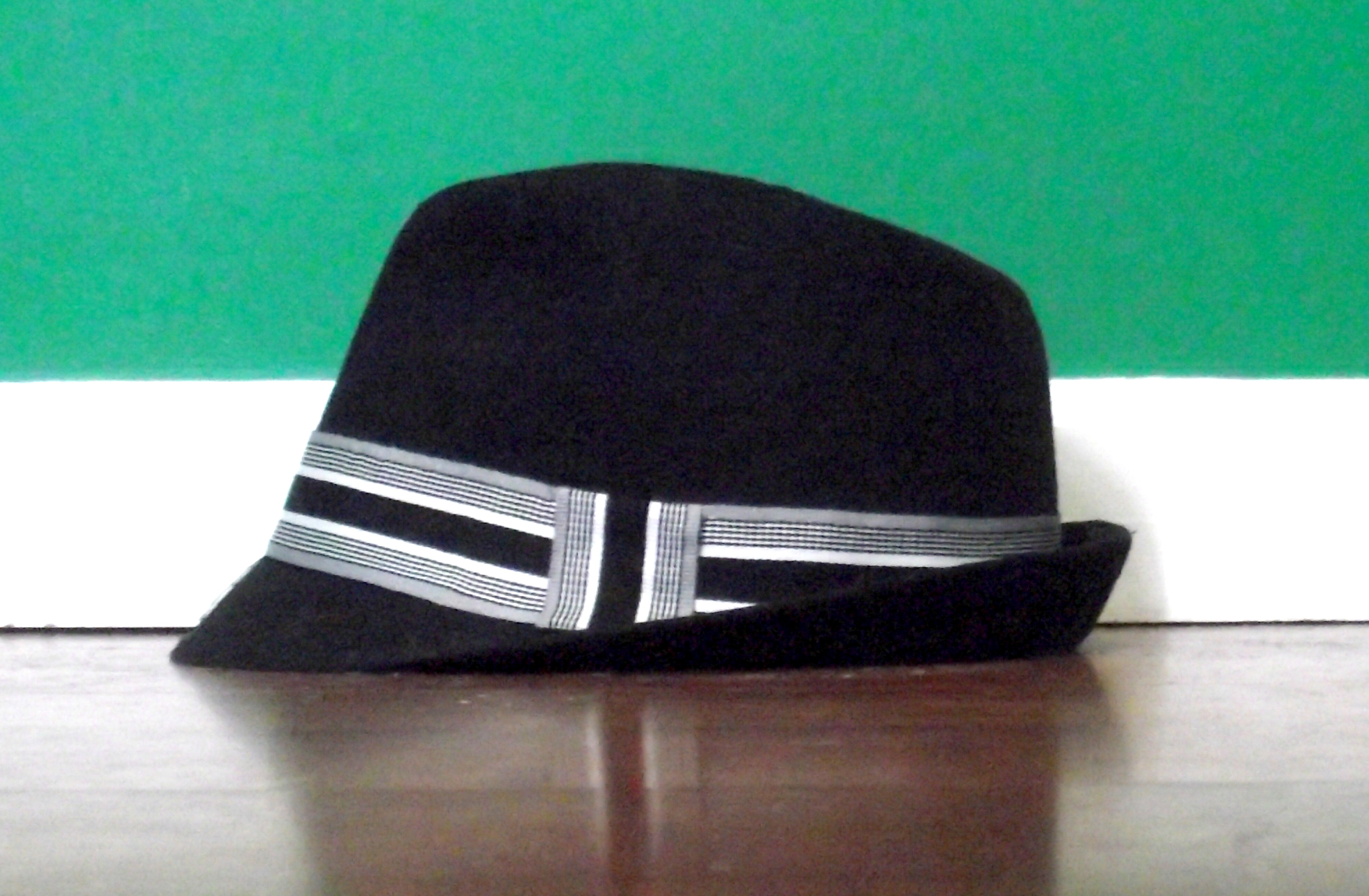

Een Trilby is een type gleufhoed met een smalle rand, waarvan de voorkant naar beneden gevouwen is en de achterkant omhoog staat. 

## Kenmerken
De Trilby lijkt op de Fedora maar heeft een smallere rand, die aan de voorkant schuin naar beneden staat en aan de achterkant iets omhoog, vergelijkbaar met de Tiroler hoed. De Trilby heeft tevens een iets lagere kroon dan de Fedora. De kroon is ingedeukt en rondom de kroon zit een hoedband. Net als de Fedora kan een Trilby een dubbele kneep hebben, maar dit hoeft niet. De hoed werd oorspronkelijk gemaakt van vilt van konijnenhaar. Moderne Trilby's worden meestal gemaakt van tweed, wol of mengsels van wol en nylon. Voor zomerhoeden wordt stro of gesteven katoen gebruikt. De hoed wordt meestal enigszins achter op het hoofd gedragen.

## Geschiedenis
De hoed ontleent zijn naam aan de toneel bewerking die eind 19e eeuw werd gemaakt van de roman Trilby uit 1894 van George du Maurier. In de eerste Londense productie van dit toneelstuk werd een hoed in deze stijl gedragen, en deze kreeg al snel de naam Trilby hat. De hoed werd wegens het draaggemak snel populair onder Britse mannen van alle standen, zowel in de stad als op het platteland.
De hoed bereikte het hoogtepunt van zijn populariteit in de jaren '60 van de 20ste eeuw. Dit had onder meer te maken met het lage dak van Amerikaanse auto's uit die tijd, waardoor het onpraktisch was om tijdens het rijden een hoed met een hoge kroon te dragen zoals de (in de jaren '50) populaire Fedora. In de jaren 70 verdween het dragen van een hoed uit het modebeeld. De Trilby werd opnieuw populair in het begin van de jaren tachtig, toen hij op de markt werd gebracht voor zowel mannen als vrouwen als een retro-modetrend, met name in de versie van stro. De hoed werd tevens populair omdat bepaalde Hollywood- en popsterren hem als kenmerkend onderdeel van hun kleding droegen en dragen.

## Populaire cultuur
Frank Sinatra droeg vaak Trilby's, en er is zelfs een kenmerkend Trilby-ontwerp naar hem vernoemd (model 391: The Sinatra Trilby Hat). Peter Sellers droeg in zijn rol als inspecteur Jacques Clouseau in verschillende films uit de Pink Panther-serie een Trilby, o.a. van hoedenontwerper Herbert Johnson in de film A Shot in the Dark (1964). In latere films maakte de vilten Trilby plaats voor een exemplaar van tweed.

## Galerij

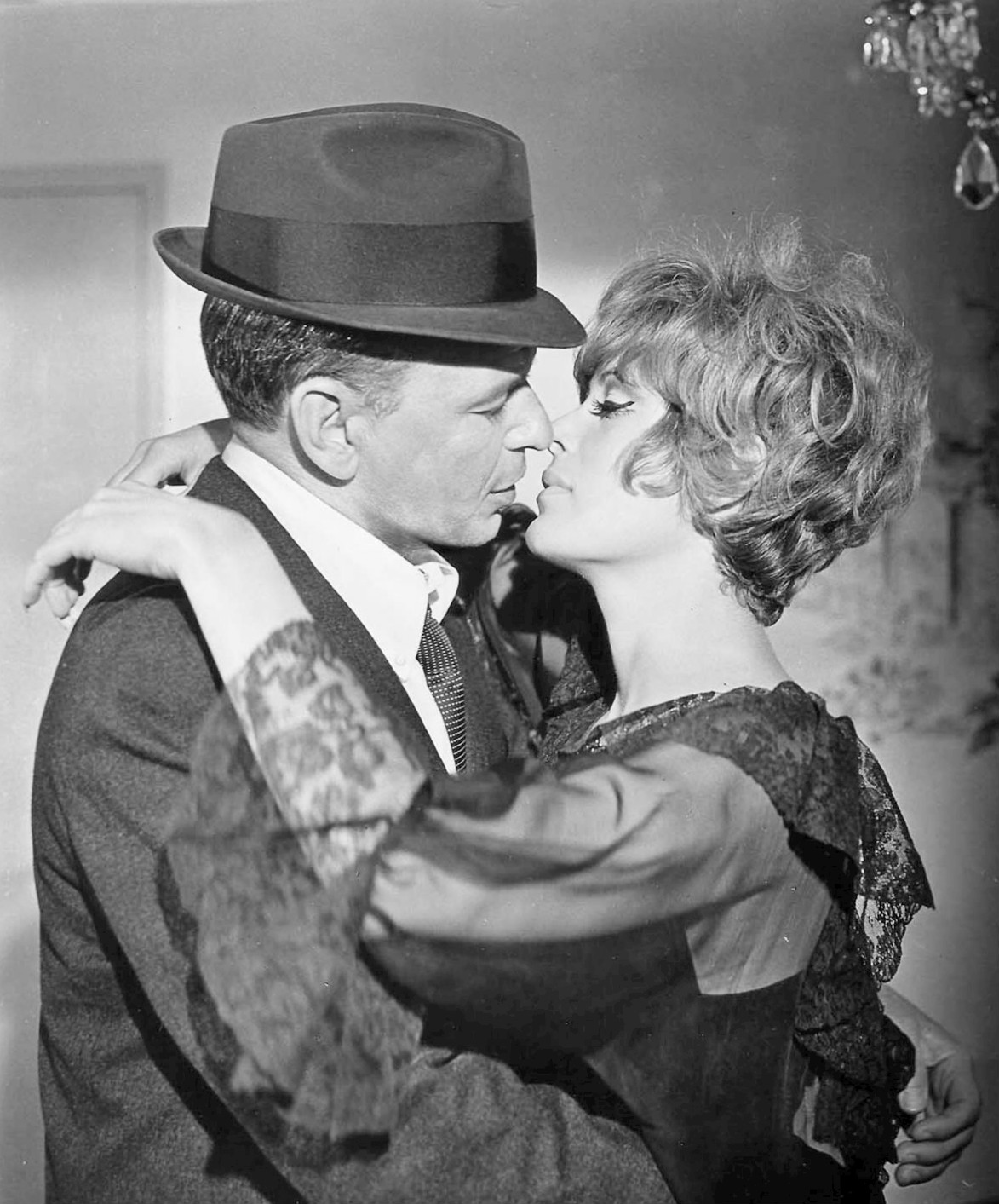
Frank Sinatra met trilby in de film Tony Rome, 1967
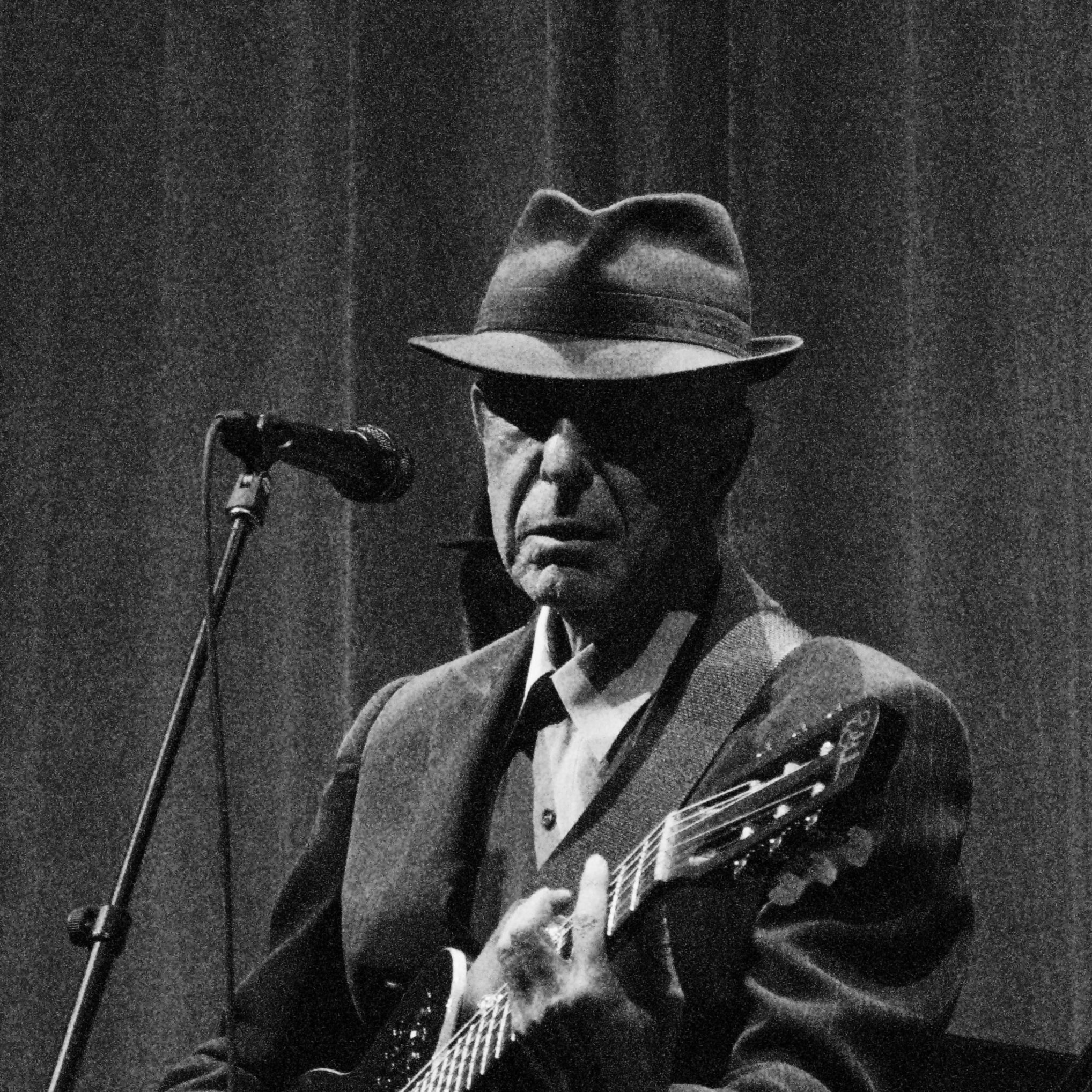
Leonhard Cohen met trilby tijdens een concert in 2008
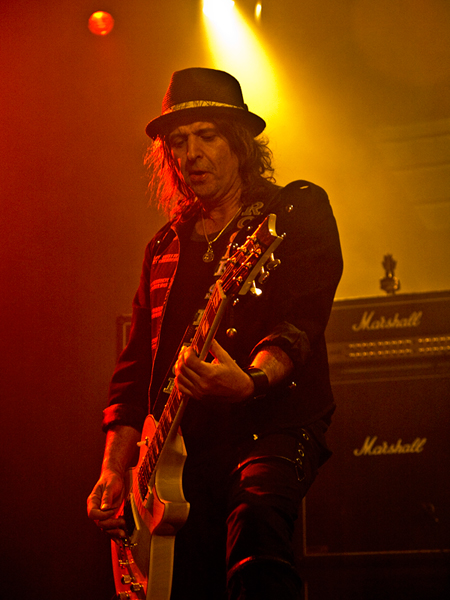
Phil Campbell met trilby tijdens optreden in 2011
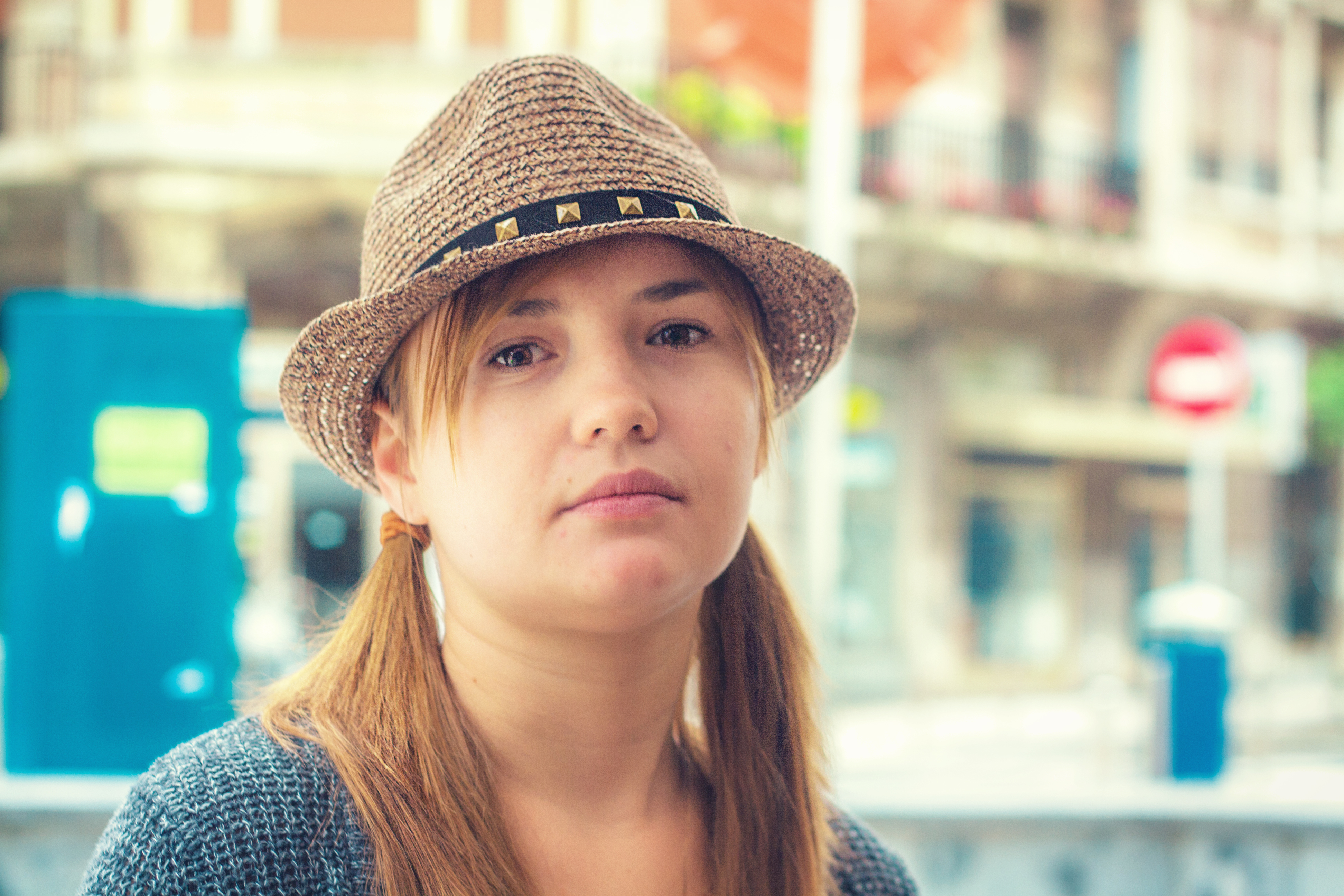
Vrouw met trilby van stro, 2013